# Haraella retrocalla
Haraella retrocalla là một loài thực vật có hoa trong họ Lan. Loài này được (Hayata) Kudô mô tả khoa học đầu tiên năm 1930.

## Hình ảnh

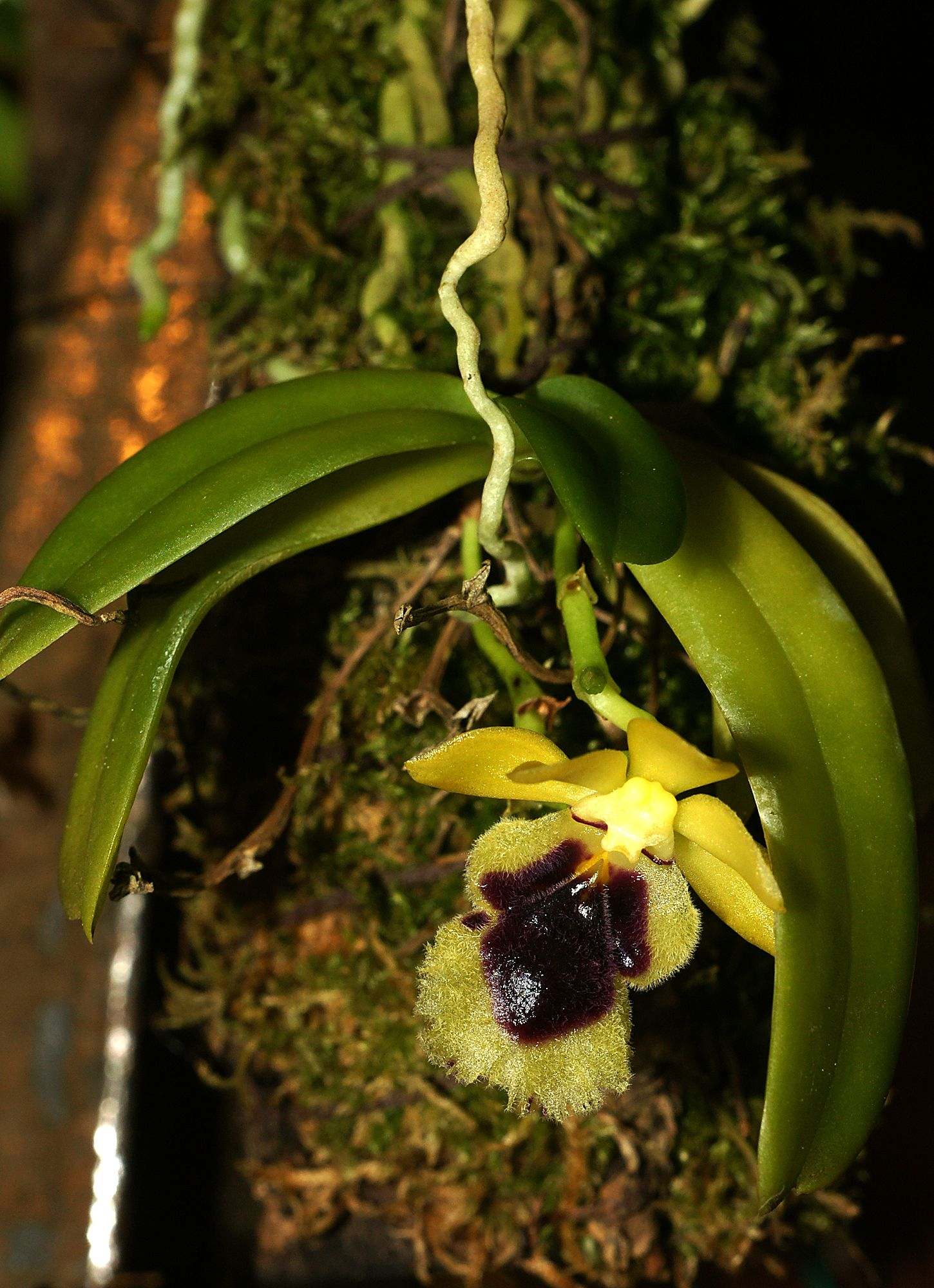
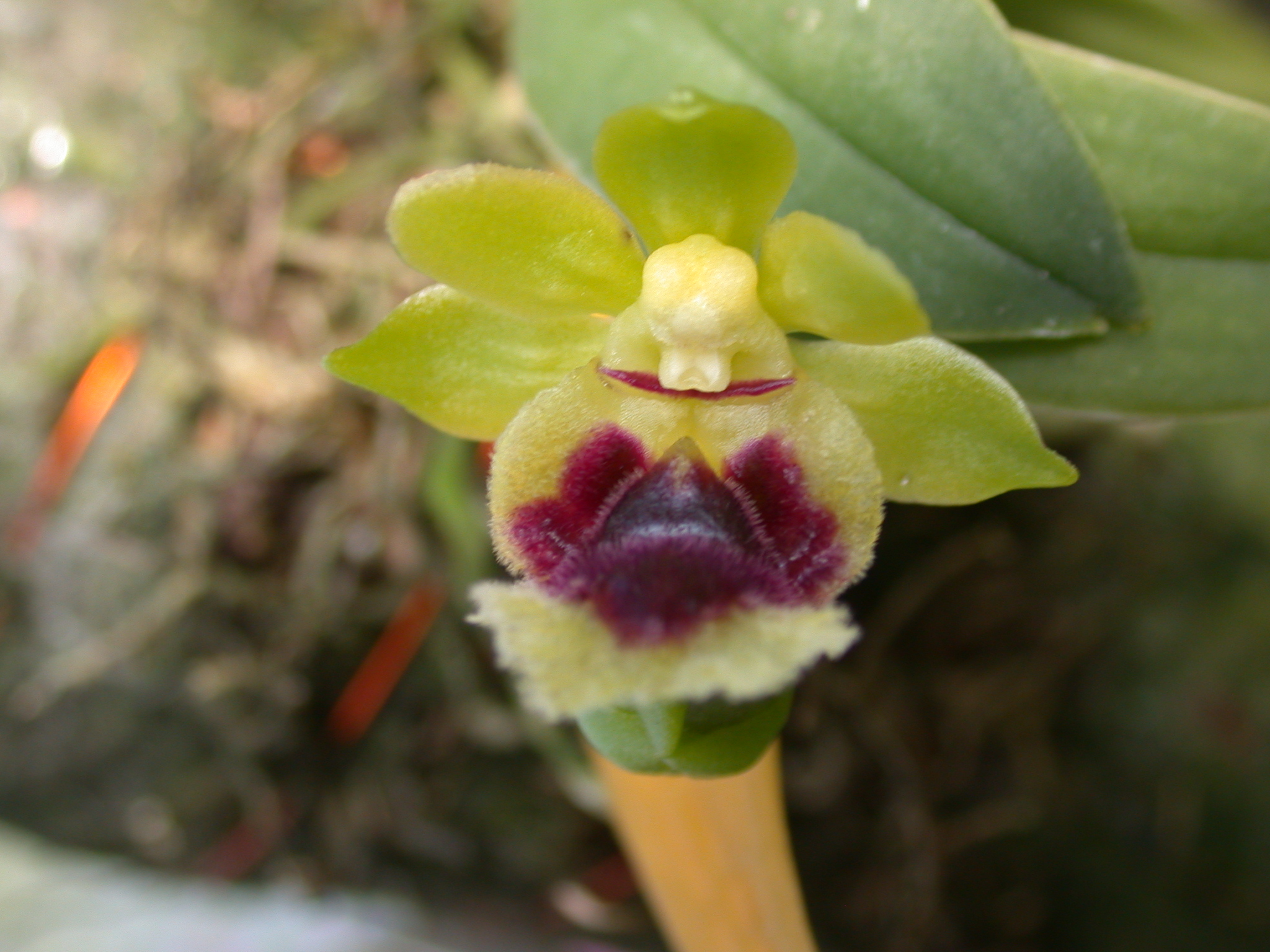
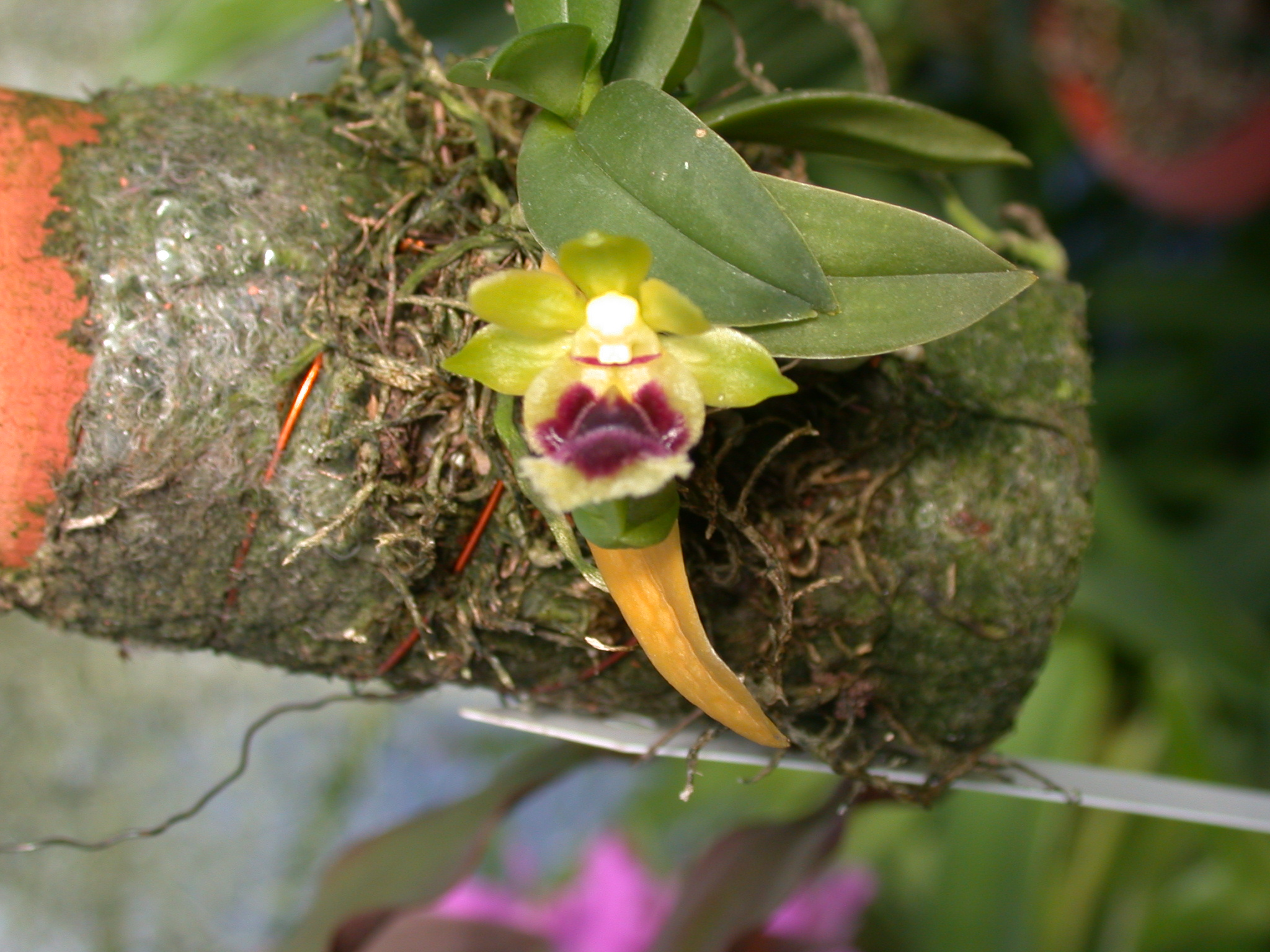
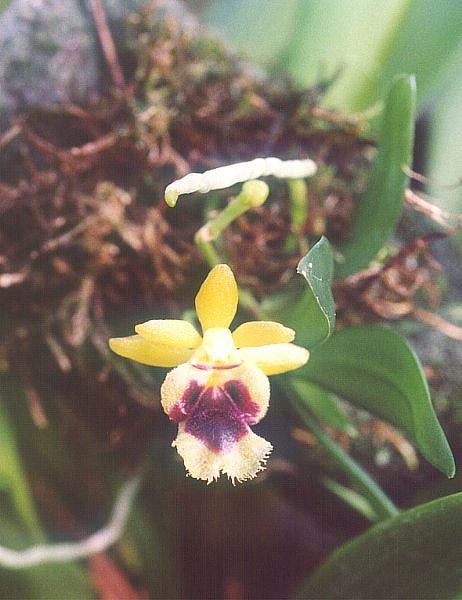